# Forn de pa de Vilamolat
El Forn de pa de Vilamolat és una construcció a Vilamolat de Mur, al municipi de Castell de Mur (Pallars Jussà) inclosa a l'Inventari del Patrimoni Arquitectònic de Catalunya.

## Descripció
Forn de pa situat a l'interior d'una casa moderna. Es tracta d'un espai convex construït en pedra i morter, amb La boca del forn és una petita obertura adovellada.
Es conserven també estris del forn: una pastera de fusta, una pala de fusta, una mola de pedra.

## Història
Fitxa donada d'alta amb la informació proporcionada pel Cos d'Agents Rurals: Fitxa model F30, nº 1738 (19/06/2015).